# Салпаад
Салпаа́д (др.-евр. צלפחד‬, Целафхад ; Цлофха́д) — персонаж книги Чисел, сын Хефера из колена Манассии, умер во время странствования израильтян по пустыне, без связи с бунтом Корея (евр. Кораха), и оставил после себя пять дочерей, которых звали Милка, Махла, Ноа, Хогла и Фирца (Тирца).

## Грех Салпаада
Рабби Акива считал, что грех Салпаада, за который он умер, заключался в собирании дров в субботний день, за что был побит камнями. По другому мнению (Баал Атурим к Чис. 14:44), его грех состоял в том, что он вместе с другими, вопреки предупреждению Моисея, пытались вторгнуться в Израиль.
Все поименованные в генеалогии Салпаада (Чис. 27:1) были праведники; по мнению же рабби Натана Салпаад не был праведником, а генеалогия приведена в Торе только для того, чтобы подчеркнуть праведность его дочерей. Слова его дочерей: «Он умер за свой грех» толкуются в том смысле, что он сам согрешил, не вовлекая, однако, других в свою греховность.

## Удел Салпаада
Салпаад  умер в пустыне, не оставив после себя наследников мужского пола . Его пять дочерей впоследствии предъявили пред Моисеем свои права на наследство удела среди евреев (Чис. 27:1-11). Моисей вопросил Господа, и Господь возвестил ему, что просьба дочерей Салпаада справедлива, вследствие чего им был дан удел среди братьев их отца, и принято общее решение, чтобы в случае их выхода замуж за мужей из других колен, их уделы не переходили в другое племя, а оставались в племени их отца. И вышли дочери Салпаадовы замуж за сыновей дядей своих (Чис. 36:10, 11).
Согласно агаде, Салпаад и его отец Хефер были среди тех, которые вышли из Египта, и поэтому каждый из них должен был получить удел в Израиле. Салпаад, как первородный, имел право на две доли в отцовском наследии; дочери Салпаада поэтому получили три удела в Израиле: дедовский и двойной отцовский.
Талмудисты объясняют Чис. 27:3, в том смысле, что Салпаад не был ни среди тех, которые роптали против Бога, ни среди тех, которые возмутились вследствие неблагоприятного отзыва соглядатаев ο Святой Земле, ни в сообществе Корея (Кораха); все эти три категории мятежников не получили удела в Израиле.